# N265 (België)
De N265 is een gewestweg in België tussen Vorst (N266) en Brussel (R20). De weg heeft een lengte van ongeveer 5 kilometer.
De route gaat achtereenvolgens via de Britse Tweedelegerlaan, Hallestraat, Britse Tweedelegerlaan en Van Volxemlaan naar de Fonsnylaan.
De gehele weg bestaat uit twee rijstroken in beide rijrichtingen samen, waarvan het laatste stukje Britse Tweedelegerlaan, Van Volxemlaan en Fonsnylaan de rijbanen gescheiden zijn.
De weg passeert het treinstation Brussel-Zuid.

## N265a
De N265a is een aftakking van de N265 via de Guillaume Van Haelenlaan en de Parklaan naar de N5 toe. Hierbij kruist de weg door middel van een rotonde de N241. De weg is ongeveer 1,5 kilometer lang.

## N265b
De N265b is een aftakking van de N265 aan de Britse Tweedelegerlaan. De N265b is een 500 meter lange route die over de Sint-Denijsstraat naar de Gerijsstraat gaat.